# Montfermeil
Montfermeil – miejscowość i gmina we Francji, w regionie Île-de-France, w departamencie Sekwana-Saint-Denis.
Według danych na rok 1990 gminę zamieszkiwało 25 556 osób, a gęstość zaludnienia wynosiła 4689 osób/km² (wśród 1287 gmin regionu Île-de-France Montfermeil plasuje się na 104. miejscu pod względem liczby ludności, natomiast pod względem powierzchni na miejscu 646.).
W owej miejscowości zmarł Adam Jerzy Czartoryski.
W tym miejscu rozgrywają się także fragmenty Nędzników Victora Hugo.
W 1868 r. Montfermeil i sąsiednie Le Raincy połączyła pierwsza na świecie linia tramwaju parowego.

Położenie Montfermeil w ramach aglomeracji paryskiej